# Herminia mundiferalis
Herminia mundiferalis là một loài bướm đêm trong họ Noctuidae.